# Paro (rey)
El rey Paro fue un monarca indígena de Costa Rica en el siglo XVI. Sus dominios se encontraban en la costa occidental del golfo de Nicoya. 
Según el itinerario y cuentas de la expedición de Gil González Dávila, que recorrió la región en 1522, "El cacique (sic) Paro está 2 leguas adelante: baptizáronse 1016 ánimas, dio 3257 pesos". Este lacónico documento permite suponer que Paro era un monarca de cierta importancia, ya que en otros reinos y señoríos de la región las cantidades de indígenas bautizados y de oro recogido fue mucho menor. Posiblemente la cultura imperante en su reino era de raíces mesoamericanas, como la de Nicoya.